# Cleveland Square
Cleveland Square est un square londonien privé et fermé, situé dans le quartier de Bayswater dans la cité de Westminster, au nord de Hyde Park, dans le centre de Londres. Les logements sont faits de stuc blanc avec des porches à colonnes, protégés par de hauts arbres, avec quelques discrets autres logements sur l'arrière . 

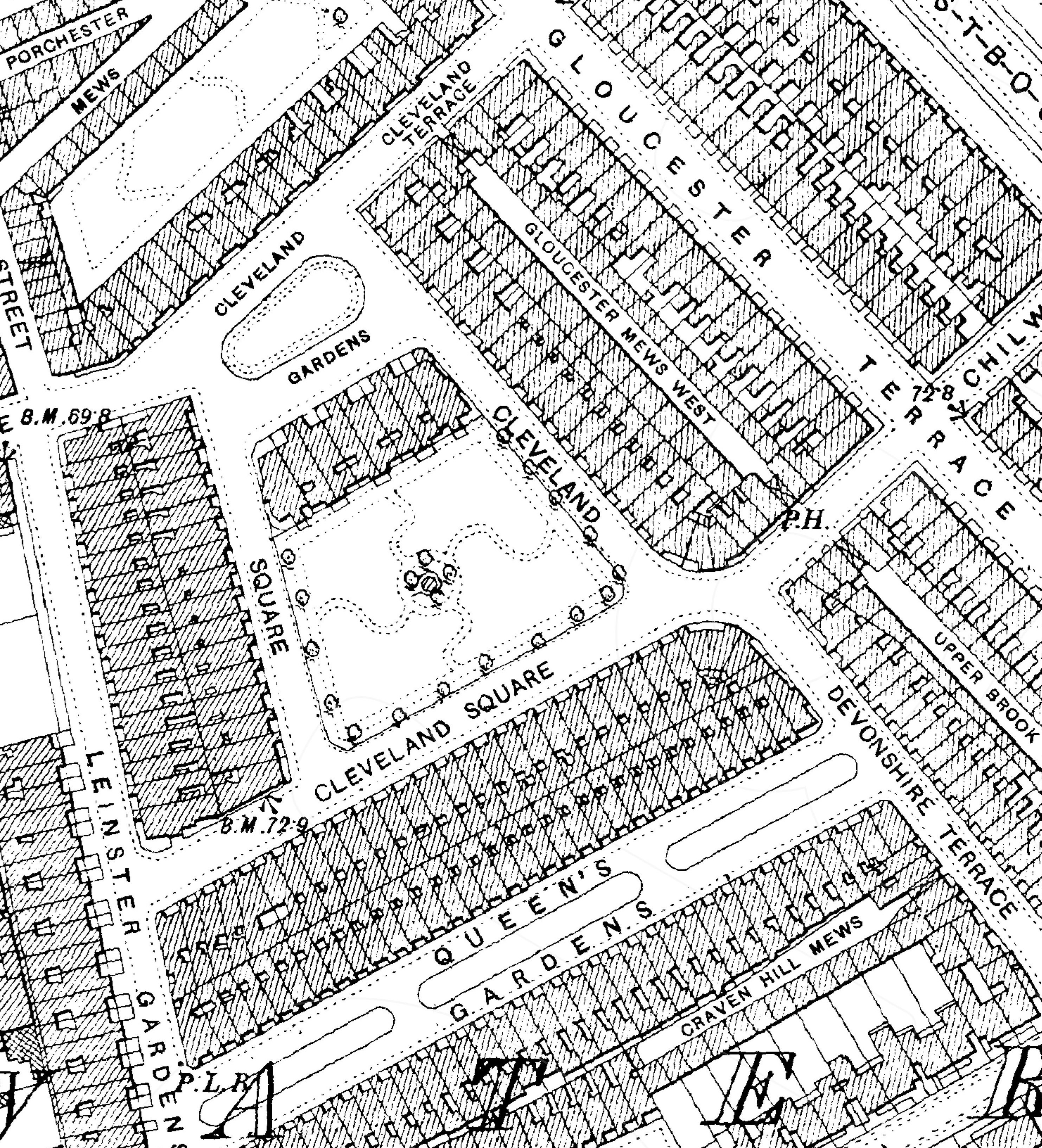
Cleveland Square sur une carte de 1896 Ordnance Survey montrant la disposition.

La place a été construite dans les années 1850 avec Cleveland Gardens et Cleveland Terrace. Ils sont probablement nommés d'après le spéculateur et directeur du développement William Frederick Cleveland de Maida Vale qui a travaillé dans la zone plus large de Paddington, en particulier dans sa ferme (et manoir réputé) autrefois semi-indépendante de Bayswater . 
Les maisons et les jardins communaux paysagers entretenus ont été construits vers 1855 et ont été conçus pour la location à court terme et les baux à long terme par les échelons supérieurs de la société internationale , . La petite rivière Westbourne passait sous l'extrémité ouest de la place . 

L'utilisation la plus somptueuse de l'espace était Cleveland Square, où le côté nord était le seul à ne pas être séparé par la rue calme des jardins, et bénéficiait d'un petit espace vert supplémentaire sur sa route vers le nord. Les maisons des autres côtés ont été louées entre 1852 et 1854 à Henry de Bruno Austin, un promoteur immobilier actif à Paddington et plus tard dans les faubourgs extérieurs . 

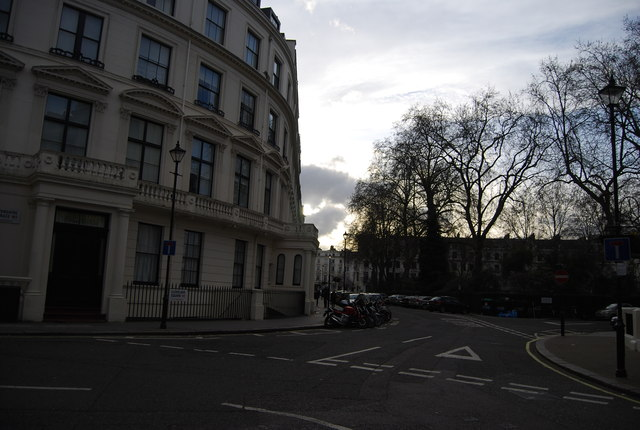
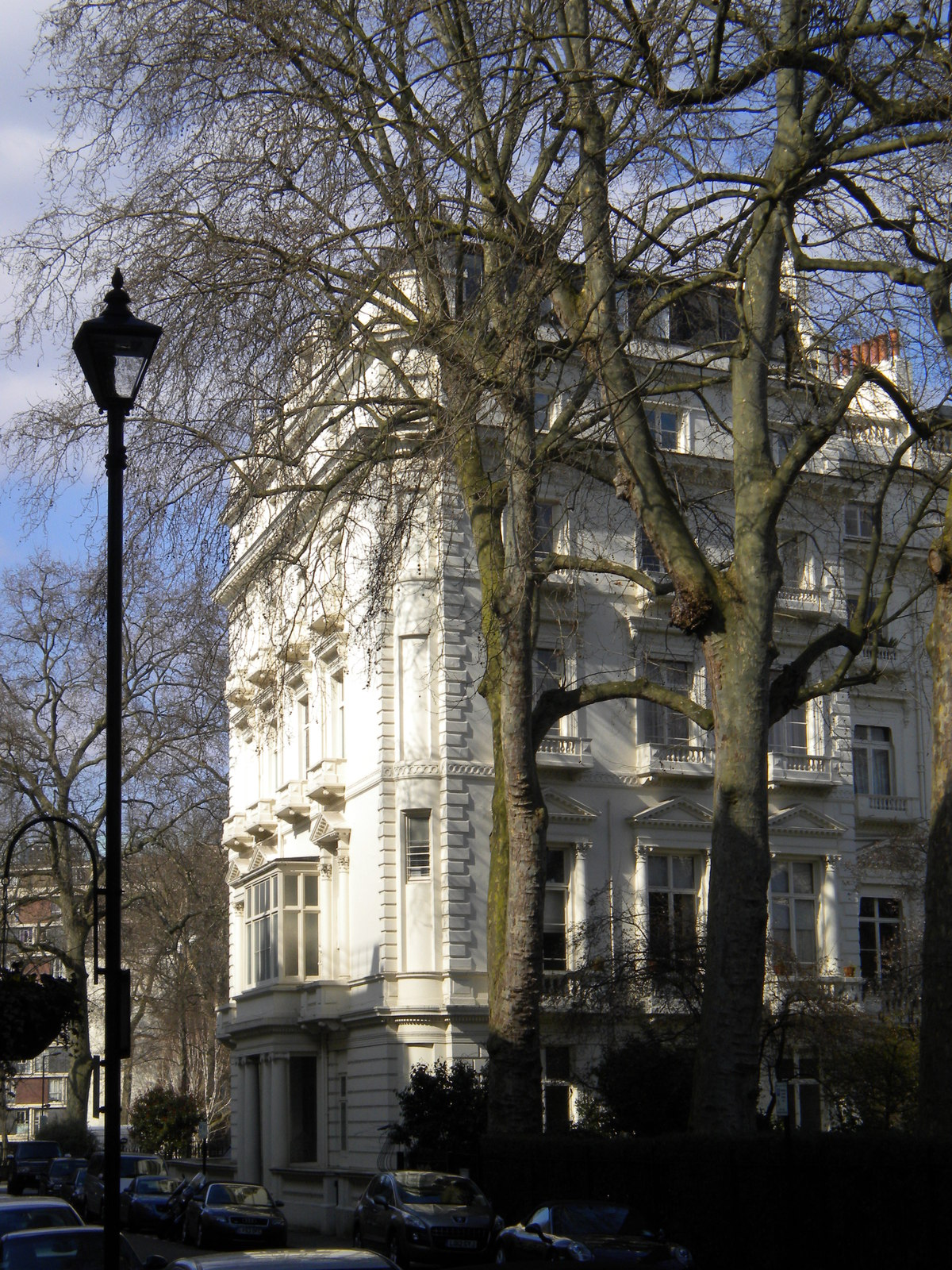

## Résidents notables
- Sir Cusack Patrick Roney, directeur général de la Grand Trunk Railway Company of Canada, est décédé à Cleveland Square en 1868 [6]
- Samuel Montagu [1]
- Lionel Rothschild